# Cneoranidea coryli
Cneoranidea coryli es un coleóptero de la familia Chrysomelidae.
Fue descrita científicamente en 1984 por Chen & Jiang.